# Stolp Dwejra
Stolp Dwejra (malteško Torri tad-Dwejra) ja manjši opazovalni stolp v zalivu Dwejra, San Lawrenz, na otoku Gozo na Malti. Zgrajen je bil leta 1652 in je del obalne obrambne linije. Stolp je bil pred časom popolnoma obnovljen in je danes brezplačno odprt za obiskovalce.
Stolp Dwejra je eden od štirih ohranjenih opazovanih stolpov na otoku Gozo. Ostali trije so: stolp Xlendi, stolp Mġarr ix-Xini in stolp Isopu.

## Zgodovina
Stolp so dokončali leta 1652 v času vladavine Velikega mojstra Giovannija Paola Lascarisa, sredstva zanj pa je prispevala Univerza z Goza. Gre za enega od več opazovalnih stolpov, ki so bili zgrajeni v namen obrambe pred gusarji. Glavna naloga posadke stolpa je bila, da je z ognjem in dimom opozarja na morebitno izkrcanje piratov. Sredstva za vzdrževanje stolpa so se zagotavljala s prodajo soli, ki so jo pridobivali v bližnjih solinah. Stolp je bil v osemnajstem stoletju opremljen s tremi šestfuntnimi topovi. Leta 1744 je Veliki mojster Manuel Pinto da Fonseca prepovedal obisk otočka Fungus Rock, stolp Dwejra pa je dobil nalogo nadzorovanja dostopa.
Med letoma 1839 in 1873 je bila v stolpu nameščena artilerijska posadka britanske vojske, nato pa je bil do izbruha prve svetovne vojne opuščen. Leta 1914 je bil stolp ponovno opremljen s posadko kraljevega malteškega polka in 3. artilerijsko četo. Sprva so v stolp namestili dva 12-funtna topova, kasneje pa še dodatna dva. Po vojni je bil stolp ponovno opuščen do izbruha druge svetovne vojne, ko je služil kot opazovalna postaja. Leta 1942 sta opazovalca, stotnik Frank Debono in Carmelo Zahra, wiz morja rešila pilota RAF, katerega letalo se je zrušilo v zaliv pod njima.
Stolp je imel do leta 1956 v najemu Gerald de Trafford, nato pa je upravljanje skoraj povsem propadlega objekta prevzel Din l-Art Ħelwa.

## Danes
Din l-Art Ħelwa je med letoma 1997 in 1999 stolp povsem obnovil in je danes brezplačno odprt za obiskovalce.

## V popularni kulturi
- Stolp Dwejra se je pojavil v filmu iz leta 1963, Treasure in Malta in v filmu iz leta 1985, Among Wolves.[5]